# 독신남 (1947년 영화)
《독신남》(The Bachelor And The Bobby-Soxer, 영국 개봉명: Bachelor Knight)은 미국에서 제작된 어빙 레이스 감독의 1947년 코미디, 멜로/로맨스 영화이다. 캐리 그랜트 등이 주연으로 출연하였고 도어 쉐어리 등이 제작에 참여하였다.

## 출연

### 주연
- 캐리 그랜트
- 마이어나 로이

### 조연
- 셜리 템플
- 루디 발리
- 레이 콜린스
- 해리 대번포트

## 기타
- 미술: 캐롤 클락
- 미술: 알버트 S. 다고스티노
- 의상: 에드워드 스티븐슨